# Borgomasino
Borgomasino (Burgre in piemontese, anche nota come Bulgarum in latino) è un comune italiano di 762 abitanti della città metropolitana di Torino in Piemonte, che si trova in Canavese.

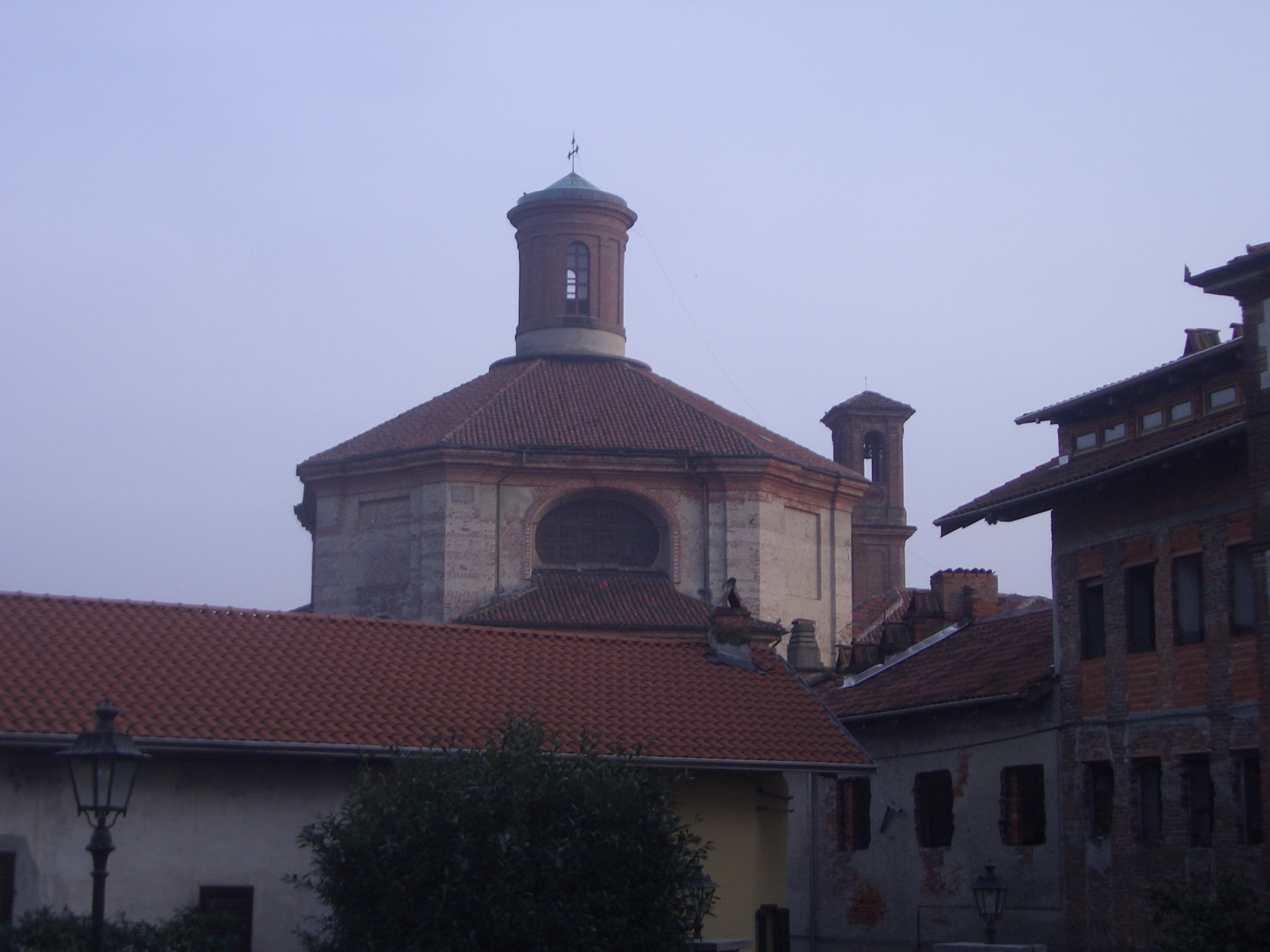
Chiesa del Santissimo Salvatore vista dal parco del castello

## Storia

### Simboli
Lo stemma del comune di Borgomasino riprende, con alcune modifiche, il blasone della famiglia Valperga.
Il gonfalone è un drappo di azzurro.

## Monumenti e luoghi d'interesse
- Degno di nota il castello di Borgomasino, costruito dai conti di Pombia, in seguito dei conti Valperga
- Chiesa del SS. Salvatore

## Società

### Evoluzione demografica
Negli ultimi cento anni, a partire dal 1921, la popolazione residente è dimezzata. 
Abitanti censiti

### Etnie e minoranze straniere
Secondo i dati Istat al 31 dicembre 2017, i cittadini stranieri residenti a Borgomasino sono 78, così suddivisi per nazionalità, elencando per le presenze più significative:
1. Romania, 64

## Amministrazione

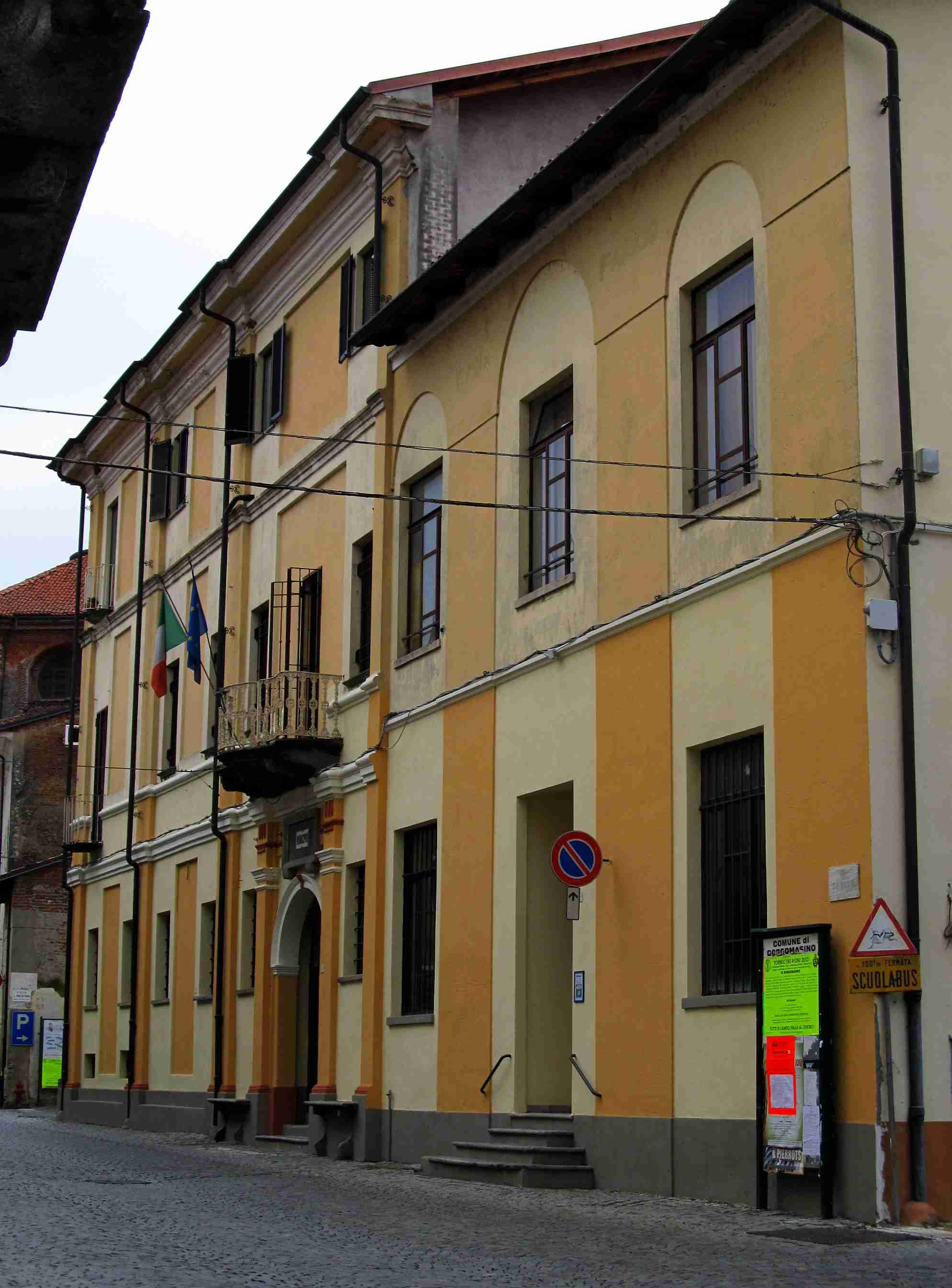
Il municipio

| Periodo | Periodo   | Primo cittadino             | Partito                            | Carica                  | Note |
| ------- | --------- | --------------------------- | ---------------------------------- | ----------------------- | ---- |
| 2007    | 2008      | Giovanni Russo              | -                                  | Commissario prefettizio |      |
| 2008    | 2013      | Gianfranco Bellardi         | lista civica                       | Sindaco                 |      |
| 2013    | 2018      | Gianfranco Bellardi         | lista civica Borgomasino per tutti | Sindaco                 |      |
| 2018    | 2018      | Gianfranco Bellardi         | lista civica Borgomasino per tutti | Sindaco                 |      |
| 2021    | in carica | Antonella Giovanna Pasquale | lista civica Per Borgomasino       | Sindaco                 |      |

### Altre informazioni amministrative
Il comune fa parte dal 2011 della comunità collinare Intorno al Lago.